# Жукув (Володавський повіт)
Жукув (пол. Żuków) — село в Польщі, у гміні Володава Володавського повіту Люблінського воєводства. Населення — 344 особи (2011).

## Історія
За даними етнографічної експедиції 1869—1870 років під керівництвом Павла Чубинського, у селі переважно проживали греко-католики, які розмовляли українською мовою.
У 1975—1998 роках село належало до Холмського воєводства.

## Демографія
Демографічна структура станом на 31 березня 2011 року:
|          | Загалом | Допрацездатний вік | Працездатний вік | Постпрацездатний вік |
| -------- | ------- | ------------------ | ---------------- | -------------------- |
| Чоловіки | 177     | 38                 | 119              | 20                   |
| Жінки    | 167     | 23                 | 88               | 56                   |
| Разом    | 344     | 61                 | 207              | 76                   |